# Mary Rand
Mary Rand (Reino Unido, 10 de febrero de 1940) fue una atleta británica, especializada en la prueba de salto de longitud en la que llegó a ser campeona olímpica en 1964 y plusmarquista mundial durante cuatro años, desde el 14 de octubre de 1964 al 14 de octubre de 1968.

## Carrera deportiva

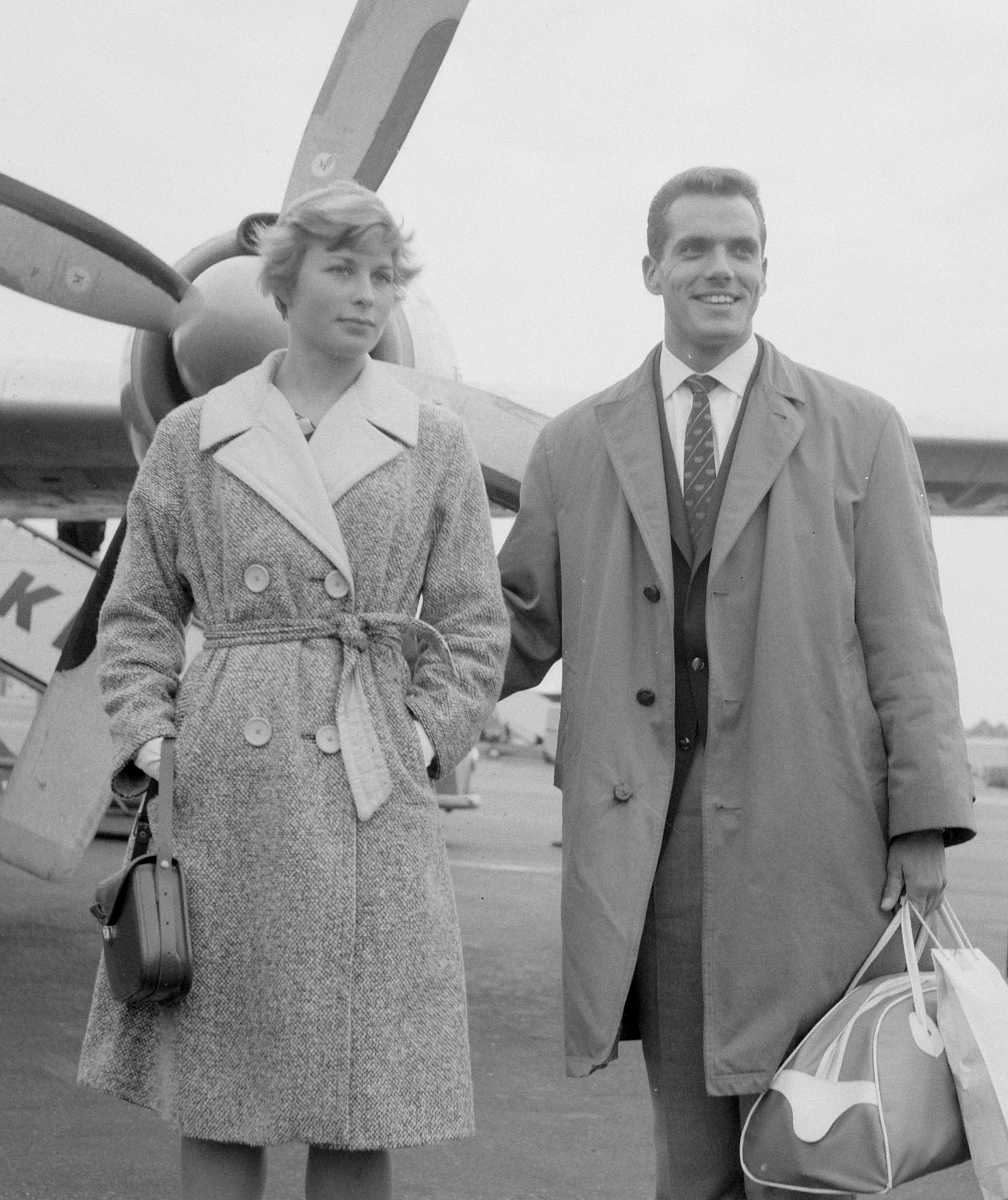
Rand junto al también atleta Eek Kamerbeek en 1960

En los JJ. OO. de Tokio 1964 ganó la medalla de oro en el salto de longitud, con un salto de 6.76 metros que fue récord del mundo, por delante de la polaca Irena Kirszenstein (plata con 6.60 metros) y la soviética Tatyana Schelkanova. Además ganó la medalla de plata en la competición de pentatlón y la de bronce en los relevos 4 x 100 metros, con un tiempo de 44.0 segundos, llegando a meta tras Polonia que con 43.6 s batió el récord del mundo, y Estados Unidos (plata), siendo sus compañeras de equipo: Janet Simpson, Daphne Arden y Dorothy Hyman.